# Národní shromáždění (Libanon)
Národní shromáždění (arabsky: مجلس النواب, Majlis an-Nuwwab, francouzsky: Assemblée nationale), nebo též Parlament Libanonu, je libanonský jednokomorový zákonodárný orgán sídlící v Bejrútu. Celkem v něm zasedá 128 poslanců, kteří jsou voleni na čtyřleté volební období ve všeobecných volbách. Libanonský parlament volí prezidenta (na šestileté funkční období), který jmenuje premiéra. Ten pak předstupuje s vládou před parlament, který vládě vyslovuje důvěru. Dále parlament schvaluje zákony a státní rozpočet. Poslední volby do Národního shromáždění se konaly 6. května 2018.

## Konfesní dělení
Specifickým rysem libanonského Národního shromáždění je konfesní rozdělení, které je důsledkem etnické a náboženské rozmanitosti libanonského obyvatelstva. Každá skupina obyvatelstva tak má v parlamentu vymezený počet mandátů, o které se jeho strany ucházejí. Dřívější systém byl revidován po libanonské občanské válce na základě Taífské dohody z roku 1989. Od té doby platí následující konfesní rozdělení:
| konfese                    | před Taifskou dohodou | po Taifské dohodě |
| -------------------------- | --------------------- | ----------------- |
| Maronité                   | 30                    | 34                |
| Pravoslavní                | 11                    | 14                |
| Východní katolíci          | 6                     | 8                 |
| Arménská apoštolská církev | 4                     | 5                 |
| Arménská katolická církev  | 1                     | 1                 |
| Protestantství             | 1                     | 1                 |
| jiní křesťané              | 1                     | 1                 |
| celkem křesťanů            | 54                    | 64                |
| Sunnité                    | 20                    | 27                |
| Ší'ité                     | 19                    | 27                |
| Drúzové                    | 6                     | 8                 |
| Alavité                    | 0                     | 2                 |
| celkem muslimů             | 45                    | 64                |
| celkem                     | 99                    | 128               |